# Pygmodeon puniceum
Pygmodeon puniceum är en skalbaggsart som beskrevs av Martins 1970. Pygmodeon puniceum ingår i släktet Pygmodeon och familjen långhorningar. Inga underarter finns listade i Catalogue of Life.